# 遭難信号

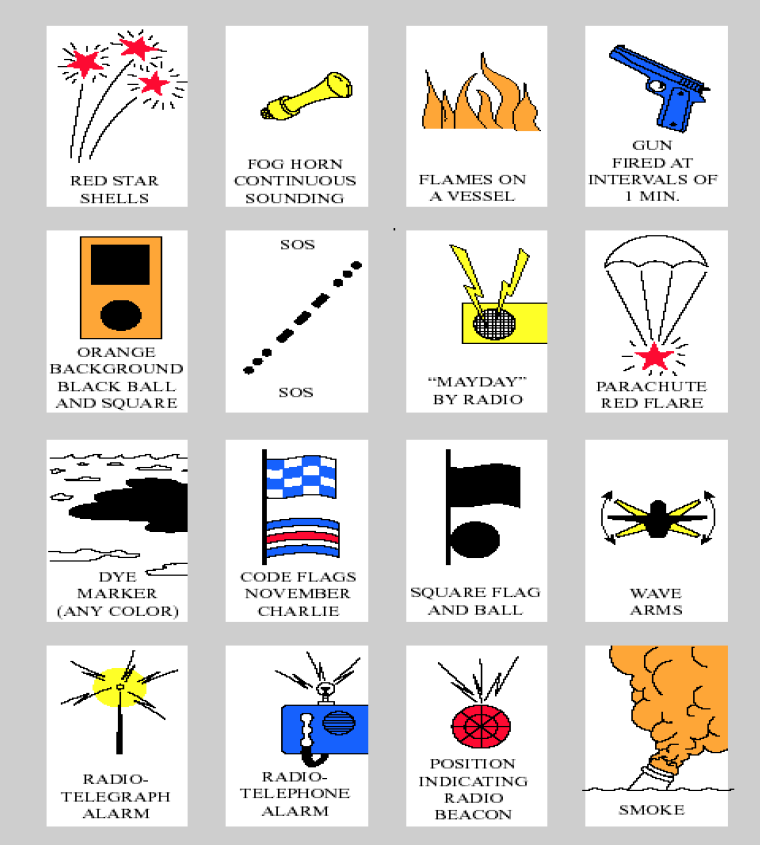
遭難信号
（・短い間隔で赤星信号弾をあげる。
・霧笛（汽笛）を継続的に鳴らす。
・船上で炎を焚く。
・1分間隔で銃を撃つ。
・オレンジの背景に■と●。
・SOS信号を出す。
・無線でメーデー (遭難信号)を呼びかける。
・パラシュート付きの赤いフレアを焚く。
・（北米やカナダ）何色でも良いから海洋染料を撒く。
・国際信号旗のN（November）C（Charlie）を掲げる。
・■と●の旗を掲げる。
・手旗信号の「通信文を送る、受信用意せよ」を行なう（ヘリを誘導するサインと混同されるためヘリの近くでは使用してはいけない。片手にタオルなどを持って頭上に大きく円を描き、近づいたらタオルを上下に振るでも良い）。
・無線電信の警報を使用。
・無線電話の警報を使用。
・非常用位置指示無線標識装置を使用する。
・オレンジ色の煙を焚く）
米海軍教育訓練機関Center for Surface Combat Systems作成の図

遭難信号（そうなんしんごう、英語: Distress signal）とは、救助を求めるための国際的に認識された手段で、無線通信によるほか、可視物体の表示や騒音音響、その他の方法により信号を伝達する。
遭難信号の発信は、船舶、航空機その他において、重大かつ急迫した危険に直面し、早急な救助・支援を要請する場合に行われる。目的以外での虚偽の遭難信号の発信は、現地国の法令または国際法にて処罰される。

## 野外活動における遭難信号
- 10秒に1回の割合で呼子笛を鳴らし（または何らかの大音響を立てる）、6連続後は1分休み これを繰り返す
- 夜間は同様のリズムで発光信号を発する

遭難信号に気づいた場合は同様に、20秒に1回の割合で発呼・発光を行って相手に応える。これで応答信号となる。

## 日本における法令上の規定
この節の引用の拗音、促音、送り仮名の表記は原文のままである。

### 海上衝突予防法
海上衝突予防法第37条第1項には、「船舶は、遭難して救助を求める場合は、国土交通省令で定める信号を行わなければならない」と定められている。
これをうけた国土交通省令海上衝突予防法施行規則では、次のように定義されている。
第22条 法第37条第1項の国土交通省令で定める信号は、次の各号に定める信号とする。
1. 約1分の間隔で行う1回の発砲その他の爆発による信号
2. 霧中信号器による連続音響による信号
3. 短時間の間隔で発射され、赤色の星火を発するロケット又はりゅう弾による信号
4. 無線電信その他の信号方法によるモールス符号の「- - - － － － - - -」（SOS）の信号
5. 無線電話による「メーデー」という語の信号
6. 縦に上から国際海事機関が採択した国際信号書（以下「国際信号書」(en)という。）に定めるN旗及びC旗を掲げることによつて示される遭難信号NC
7. 方形旗であつて、その上方又は下方に球又はこれに類似するもの1個の付いたものによる信号
8. 船舶上の火炎（タールおけ、油たる等の燃焼によるもの）による信号
9. 落下さんの付いた赤色の炎火ロケツト又は赤色の手持ち炎火による信号
10. オレンジ色の煙を発することによる信号
11. 左右に伸ばした腕を繰り返しゆつくり上下させることによる信号
12. 無線電信による警急信号
13. 無線電話による警急信号
14. 非常用の位置指示無線標識による信号
15. 前各号に掲げるもののほか、海上保安庁長官が告示で定める信号

2. 船舶は、前項各号の信号を行うに当たつては、次の各号に定める事項を考慮するものとする。
1. 国際信号書に定める遭難に関連する事項
2. 国際海事機関が採択した船舶捜索救助便覧に定める事項
3. 黒色の方形及び円又は他の適当な図若しくは文字を施したオレンジ色の帆布を空からの識別のために使用すること。
4. 染料による標識を使用すること。

### 電波法
電波法第52条第1号遭難通信で「船舶又は航空機が重大かつ急迫の危険に陥つた場合に遭難信号を前置する方法その他総務省令で定める方法により行う無線通信をいう」と定められている。
遭難信号を前置する方法としては、総務省令無線局運用規則に定められている。
第75条 船舶が遭難した場合に船舶局がデジタル選択呼出装置を使用して行う遭難警報は、電波法施行規則（以下、「施行規則」と略す。）別図第1号1に定める構成のものを送信して行うものとする。この場合において、この送信は、5回連続して行うものとする。
2. 船舶が遭難した場合に船舶地球局が行う遭難警報は、施行規則別図第2号に定める構成のものを送信して行うものとする。
3. 船舶が遭難した場合に、衛星非常用位置指示無線標識を使用して行う遭難警報は、施行規則別図第5号に定める構成のものを送信して行うものとする。
第76条 遭難呼出しは、無線電話により、次の各号の区別に従い、それぞれに掲げる事項を順次送信して行うものとする。
1. メーデー（又は「遭難」） 3回
2. こちらは 1回
3. 遭難している船舶の船舶局の呼出符号又は呼出名称 3回

### 施行規則第36条の2の各号
その他総務省令で定める方法としては、施行規則第36条の2の各号に定められている。
1. デジタル選択呼出装置を使用して、別図第1号に定める構成により行うもの
2. インマルサット船舶地球局の無線設備を使用して、別図第2号に定める構成により行うもの
3. 海岸地球局がインマルサット高機能グループ呼出しによつて行うものであつて、別図第3号に定める構成によるもの
4. F1B電波424kHz又は518kHzを使用して、別図第4号に定める構成により行うもの
5. A3X電波121.5MHz及び243MHz又はG1B電波406.025MHz、406.028MHz、406.037MHz若しくは406.040MHz[1]を使用して、次に掲げるものを送信するもの
  - (1) A3X電波121.5MHz及び243MHzは、300Hzから1,600Hzまでの任意の700Hz以上の範囲を毎秒2回から4回までの割合で低い方向に変化する可聴周波数から成る信号
  - (2) G1B電波406.025MHz、406.028MHz、406.037MHz及び406.040MHzは、別図第5号に定める構成による信号
6. G1B電波406.025MHz、406.028MHz、406.037MHz及び406.040MHz及びA3X電波121.5MHzを使用して、次に掲げるものを送信するもの
  - (1) G1B電波406.025MHz、406.028MHz、406.037MHz及び406.040MHzは、別図第5号に定める構成による信号
  - (2) A3X電波121.5MHzは、300Hzから1,600Hzまでの任意の700Hz以上の範囲を毎秒2回から4回までの割合で高い方向又は低い方向に変化する可聴周波数から成る信号
7. Q0N電波を使用して、次の各号の条件に適合する周波数掃引を行うもの
  - (1) 9,200MHzから9,500MHzまでを含む範囲を掃引するものであること。
  - (2) 掃引の時間は、7.5μs±1μsであること。
  - (3) 掃引の形式は、のこぎり波形であり、その復帰時間が0.4μs±0.1μsであること。
8. 捜索救助用位置指示送信装置を使用して、別図第6号に定める構成により行うもの

別図第1号1 遭難警報
| 同期符号 | 呼出しの種類 (注1) | 自局の識別信号 | 遭難の種類 | 遭難の位置 | 遭難の時刻 | テレコマンド (注2) | 終了符号 | 誤り検定符号 |

注1 コード番号「112」であること。
注2 引き続いて行う通報の型式をコード化したものであること。

別図第2号
1. インマルサットC型を使用するもの
| 呼出しの種類 (注1) | 自局の識別表示 | 相手局の識別表示 | 遭難の位置及び時刻 | 遭難の種類 | 通報に係る事項 (注2) | 誤り検定符号 |

注1「10100011」(最後に送るものにあつては「10100001」)であること。
注2 船舶の進路等をコード化したものであること。
2. インマルサットB型を使用するもの
| 同期符号 | 呼出しの種類 (注1) | 自局の識別表示 | 相手局の識別表示 | 遭難の位置 (注2) | 通報の型式 (注3) | 誤り検定符号 |

注1 「00100000」であること。
注2 空中線の仰角及び方位角をコード化したものであること。
注3 引き続いて行う通報の型式等をコード化したものであること。
3. インマルサットM型を使用するもの
| 同期符号 | 呼出しの種類 (注1) | 自局の識別表示 | 相手局の識別表示 | 遭難の位置 (注2) | 通報の型式 (注3) | 誤り検定符号 |

注1「00100001」であること。
注2 空中線の仰角及び方位角をコード化したものであること。
注3 引き続いて行う通報の型式等をコード化したものであること。
4. インマルサットF型を使用するもの
| 同期符号 | 呼出しの種類 (注1) | 自局の識別表示 | 相手局の識別表示 | 通報の型式 (注2) | 遭難の位置 (注3) | 誤り検定符号 |

注1「11100011」であること。
注2 引き続いて行う通報の型式等をコード化したものであること。
注3 船舶の位置をコード化したものであること。

別図第3号
| 通報の種類 (注1) | 通報の順位 (注2) | 通報に係る事項 (注3) | 自局の識別表示 | グループ呼出しに係る事項 | 誤り検定符号 | 通報 |

注1 「00101000」であること。
注2 繰り返された回数に「111」(最後に送るものにあつては「110」)を続けたものであること。
注3 通報の印字形式をコード化したものであること。

別図第4号
1. F1B電波424kHzを使用するもの
| 同期符号 | 自局の識別表示 | 通報の種類 (注1) | 通報の番号 (注2) | 復帰改行信号 | 通報 | 終了符号 |

注1 第1バイト「YYBBBYBYBB」及び第2バイト「BBYBBBYYBY」であること。
注2 第1バイト「YYBBBYBYBB」及び第2バイト「BBBBYYBYBY」の組合せを3回繰り返すものであること。
2. F1B電波518kHzを使用するもの
| 同期符号 | 自局の識別表示 | 通報の種類 (注1) | 通報の番号 (注2) | キャリッジ復帰信号 | 改行信号 | 通報 | 終了符号 |

注1 「BBYYBYB」であること。
注2 「BYBBYBY」を2回繰り返すものであること。

別図第5号
| 同期符号 | 通報形式の区分 (注1) | 識別表示の種類 | 自局の識別信号 (注2) | 誤り検定符号 | 通報 |

- 注1

短通報の場合は「0」、長通報の場合は「1」であること。
- 注2

(1) 識別表示の種類を「1」としたときは、これに代わる識別表示を使用することができる。
(2) 引き続いて遭難の位置等を送信することができる。
別図第6号
| 通報の種類 (注1) | 反復送信回数 (注2) | 装置の識別信号 (注3) | 航行状態 (注4) | 対地速度 | 位置精度 | 経度 | 緯度 | 対地針路 | 測位時刻 | 通信状態 |

注1 コード番号「1」であること。
注2 コード番号「0」であること。
注3 「970X1 X2 Y1 Y2 Y3 Y4 」の9桁の数字であること(X1、X2、Y1、Y2、Y3及びY4は0から9までの数字とする。)。
注4 コード番号「14」であること。

### 無線

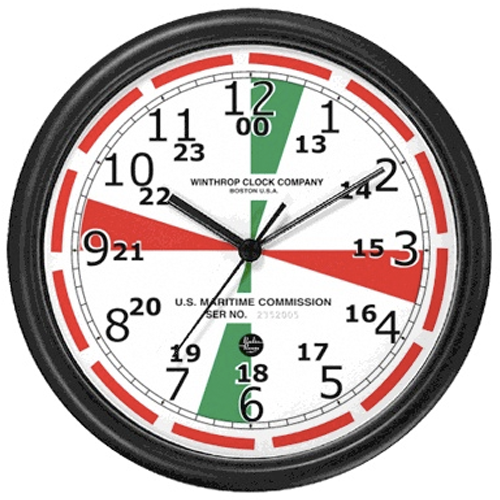
船舶の無線室に備えられていた時計。毎時0・15・30・45分から3分間の間に色が塗られている。赤は第一沈黙時間、緑は第二沈黙時間。

船舶の場合、従前はモールス符号の「SOS」が使われていたが、1999年（平成11年）までにGMDSS（英語: Global Maritime Distress and Safety System、海上における遭難及び安全に関する世界的な制度、世界海洋遭難安全システムとも）に移行し、もっぱらEPIRBが用いられる。
上記の406.025MHz、406.028MHz、406.037MHz及び406.040MHzを用いる衛星非常用位置指示無線標識がこれである。モールス符号は一部の漁業無線にしか使われなくなり、海岸局や義務船舶局では毎時15・45分から3分間（第一沈黙時間）は500kHzの、毎時0・30分から3分間（第二沈黙時間）は2182kHzその他の電波の聴守が義務付けられていたが、GMDSS移行時に廃止されている。
航空機の場合、121.5MHzと243MHzが使われる。船舶の非常用位置指示無線標識（EPIRB）に相当する機器として航空機用救命無線機（ELT）がある。
また、船舶・航空機の航行用レーダーに位置を表示させる捜索救助用レーダートランスポンダ (SART; Search and Rescue Transponder|Search and Rescue Transponder) もある。Q0N電波9,200MHzから9,500MHzを用いるものがそれで、免許には9,350MHzが指定される。（遭難自動通報局も参照）

### 遭難通信の取扱い
電波法第66条において「海岸局、海岸地球局、船舶局及び船舶地球局は、遭難通信を受信したときは、他の一切の無線通信に優先して、直ちにこれに応答し、かつ、遭難している船舶又は航空機を救助するため最も便宜な位置にある無線局に対して通報する等総務省令で定めるところにより救助の通信に関し最善の措置をとらなければならない」と、第70条の6第2項において「第66条の規定は、航空局、航空地球局、航空機局及び航空機地球局の運用について準用する」と最優先に扱うことが定められている。

### 罰則
電波法には遭難通信に関し次のような罰則が定められている。
第105条 無線通信の業務に従事する者が第66条第1項の規定による遭難通信の取扱をしなかつたとき、又はこれを遅延させたときは、1年以上の有期懲役に処する。
2. 遭難通信の取扱を妨害した者も、前項と同様とする。
3. 前二項の未遂罪は、罰する。
第106条第2項 船舶遭難又は航空機遭難の事実がないのに、無線設備によつて遭難通信を発した者は、3月以上10年以下の懲役に処する。

### 遭難信号電波と無線
- 1971年（昭和46年）ニッポン放送は空中線電力の50kWから100kWへの増力に際し、送信所を東京都足立区から千葉県木更津市に送信所を移転するとともに、周波数を1310kc（当時の周波数単位、kHzに相当）から1240kcに変更した。これは、近接していた埼玉県和光市のFEN（現AFN）810kcとのビート混信により、500kcに受信障害が起きることが懸念されたためである。
- 2006年（平成18年）6月から7月にかけ、千葉県銚子市の民家で使われている日本電信電話で販売されたコードレス電話から、243MHzの電波が279回発信され海上保安庁が救難活動に出動した[4]。後に、特定の条件でこのような現象が発生することが判明し[5]、NTT東日本とNTT西日本で回収・交換措置が取られている[6][7]。
- 超短波放送（FM放送）の周波数の内、81MHzは第三高調波が243MHzとなり、この高調波が遭難信号の受信妨害となる。81MHzの近辺の周波数であっても影響が考えられるので、80.8MHzから81.2MHzは放送局へ割り当てることができない。NHK-FM千葉（本局の80.7MHz）とJ-WAVE（本局の81.3MHz）のみが制限いっぱいとなる。この制限は、76MHzから90MHzが放送バンドとなっている日本に限られている（世界では、88MHzから108MHzが、FM放送の周波数帯）。

## 他国、その他の救難信号

### カナダと米国
- 海に海面着色剤を撒く
- 60回/分で点滅する白色高輝度ストロボライトを使用する

### 旗の逆さ掲揚

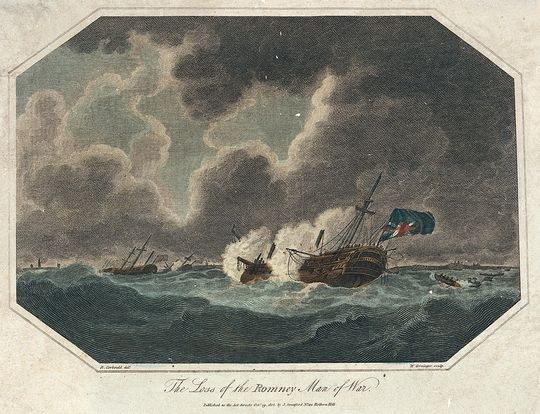
1804年に HMS Romney がテセル沖で座礁した時の絵。船尾のブルー・エンサインが逆さに掲揚されている

数百年もの間、国旗を逆さに掲揚して非常事態を伝える方法がよく使われていた。現在でも、アメリカでは合衆国法典の第36編「愛国的団体及び式典」10章「愛国的慣習」176節 「旗の尊重」に、「生命や財産に極度の危険が迫っている際、その危険を伝える目的を除き、下方に傾けて掲揚してはならない」とあり、その名残を残している。
しかし、 日本、 ペルー、 ボツワナ等のように上下逆さにしても見分けがつかない、 ポーランド・ インドネシア・ モナコ等のように別の国の国旗と区別つかない等の理由があり遭難を伝えるのは難しい。
無掲揚であれば、なにか起きていると気が付いてもらえるかもしれない。または、何かしらの旗があるなら、横にしたり、逆さにしたり、旗を結んで掲揚したりすれば、気が付いてもらえるかもしれない。ただし、無線技術が発達した21世紀初頭の現代ではあまり使われない方法である。

### 外観の変更
ステイセイルを逆さに掲げる。など、普段と違う、目を引く外観変更を行う。

### 発光する物を使用する
回光通信機や懐中電灯で他船に緊急事態を伝える。

### 宇宙飛行士
ソビエト連邦、ロシアの宇宙飛行士は、予定帰還地点から大きくずれた場合、救援が来るまで最悪数日間サバイバルを行うことが想定された。その結果、救援を呼ぶ信号弾が撃てるサバイバル用の銃TP-82が開発された。